# ريك بيرلسون
ريك بيرلسون (بالإنجليزية: Rick Burleson) هو لاعب كرة قاعدة أمريكي، ولد في 29 أبريل 1951 في لينووود في الولايات المتحدة.

## وصلات خارجية
- ريك بيرلسون على موقع دوري كرة القاعدة الرئيسي (الإنجليزية)
- ريك بيرلسون على موقعبيزبول رفرنس.كوم (الدوري الرئيسي) (الإنجليزية)
- ريك بيرلسون على موقعبيزبول رفرنس.كوم (الدوري الثانوي) (الإنجليزية)
- ريك بيرلسون على موقع إي إس بي إن.كوم (أم.أل.بي) (الإنجليزية)
- ريك بيرلسون على موقع مشجعي الرسوم البيانية (الإنجليزية)